# ص (سوره)
سوره ص سوره ۳۸ از قرآن است و ۸۸ آیه دارد. محتوای این سوره در حقیقت در ادامهٔ محتوای سوره صافات است و هردو محتوایی مشابه دارند. محتوای این سوره همانند سوره‌های مکی در مورد اعتقادات اساسی اسلام مانند مبدأ و معاد و رسالت محمد است. سخن از توحید و مقابله با شرک و سرگذشت پیامبران پیشین و سختی‌هایی که کشیدند و تسلی محمد از مواردی است که در این سوره آمده‌است.و/// دعوت به صبر،و امید به یاری خداوند،و وصیت به خوبی،و افزایش بصیرت می کند وا...اعلم.///